# 유럽 언어의 날

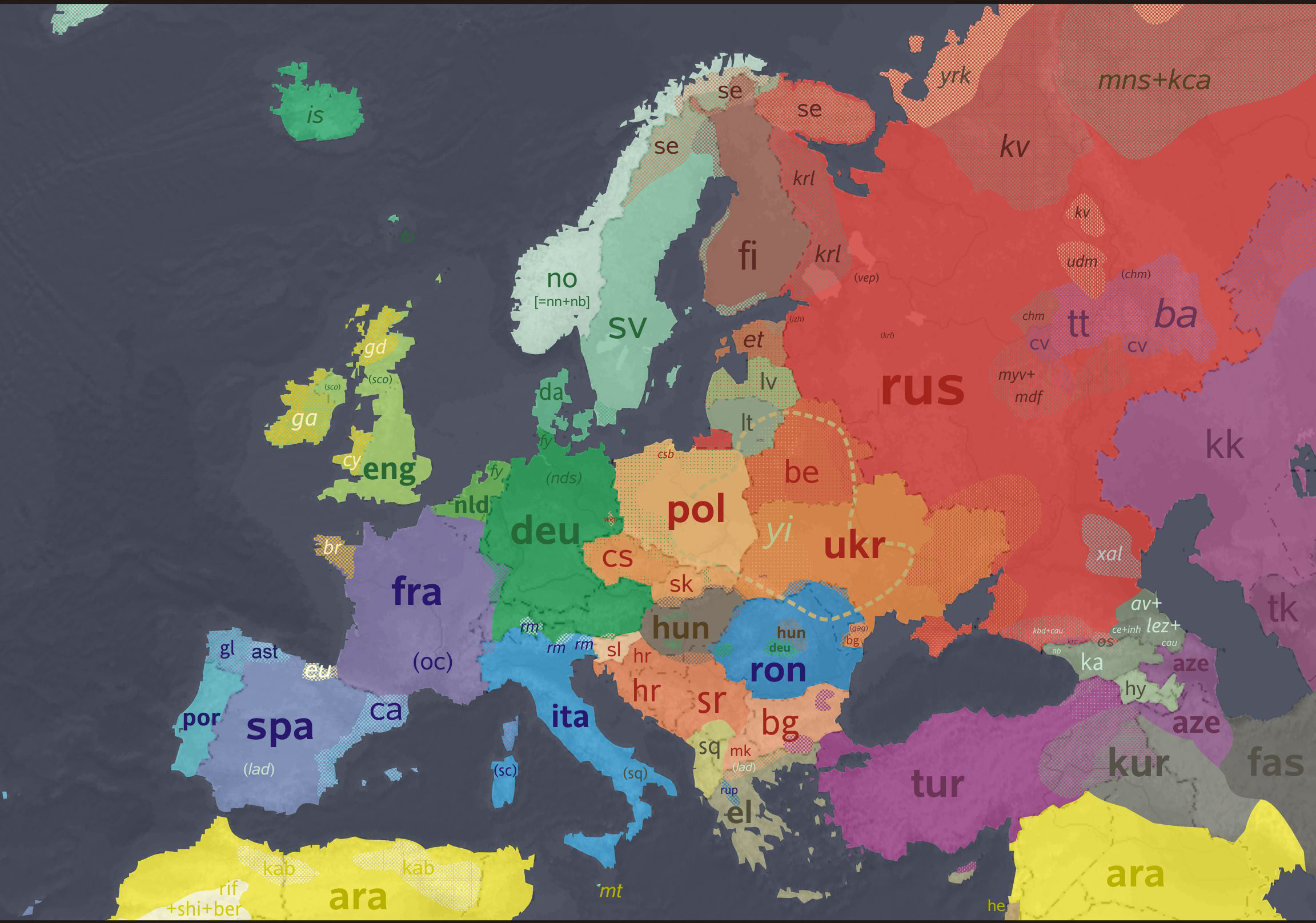

유럽 언어의 날(영어: The European Day of Languages)은 9월 26일로, 유럽회의(the Council of Europe)와 유럽연합(the Europe Union)이 공동으로 조직한 유럽 언어의 해(the European Year of Languages, 2001)가 끝나갈 무렵인 2001년 12월 6일 유럽회의에 의해 선포되었다. 제정 목적은 전 유럽의 언어 학습을 장려하는 것이다.

## 목표
유럽 언어의 날의 일반적인 목표는 다음과 같다.
- 다른 언어 및 다른 문화간의 이해를 높이기 위해 언어 학습의 중요성을 대중에게 알리고 배우는 언어의 범위를 다양하게 만든다.
- 유럽의 풍부한 언어와 문화적 다양성을 홍보한다.
- 학교 안팎에서 배우는 평생 언어를 장려한다.

이로써, 사람들은 누구든 새로운 언어를 배우거나 그들의 기존의 언어에 특별한 자부심을 느끼는데 용기를 얻게 된다. 또한, 언어 교육 관련 담당자들은, 사람들이 다양한 언어 학습을 더 쉽게 배울 수 있는 방법을 만들거나 언어 홍보에 대한 정책을 구상하는데 더욱 힘을 얻게 된다. 이 모든 것은 영어 이외의 언어를 학습하는데 중점을 둔다.
유럽 전역에서는 유럽 언어의 날에 즈음하여 TV와 라디오에서 어린이들을 위한 언어 교실과 컨퍼런스를 포함한 다양한 이벤트가 열린다. 이 이벤트들은 유럽회의나 유럽연합에서 주관하는 것이 아니며, 그 날을 위해 기존의 언어 프로그램을 위한 예산 외에 특별한 자금을 할당하지도 않는다. 다만, 회원국들과 잠재적인 파트너가 이러한 활동들을 가능토록 재량껏 돕고 있다.

## 같이 보기
- 유럽 지방 언어·소수 언어 헌장
- 유럽 연합의 언어
- 다중언어
- 국제 모국어의 날